# Terminus des anges
Pour plus de détails, voir Fiche technique et Distribution.
Terminus des anges est un film marocain réalisé par Mohamed Mouftakir, Hicham Lasri et Narjiss Nejjar, sorti en 2010.
Le film raconte trois histoires, chacune étant réalisé par un réalisateur différent. 

## Fiche technique
- Titre français : Terminus des anges
- Réalisation : Mohamed Mouftakir, Hicham Lasri et Narjiss Nejjar
- Scénario : Mohamed Mouftakir, Hicham Lasri et Narjiss Nejjar
- Pays d'origine : Maroc
- Format : Couleurs - 35 mm - 2,35:1
- Genre : drame
- Durée : 86 minutes
- Date de sortie : 2010

## Distribution
- Sanaa Akroud : Yamna
- Bensalah : Daoud
- Sam Kanater : Monsieur Jabra
- Nadia Niazi : Jalila
- Sanâa Alaoui : Rita